# Мокрый, Николай Никитович
Николай Никитович Мокрый (1919—1944) — ефрейтор Рабоче-крестьянской Красной Армии, участник Великой Отечественной войны, Герой Советского Союза (1943).

## Биография
Николай Мокрый родился 15 сентября 1919 года на станции Лозовая (ныне — город в Харьковской области Украины). Окончил восемь классов школы. В 1939 году Мокрый был призван на службу в Рабоче-крестьянскую Красную Армию. С сентября 1941 года — на фронтах Великой Отечественной войны.
К осени 1943 года гвардии ефрейтор Николай Мокрый командовал отделением разведки артиллерийской батареи 200-го гвардейского лёгкого артиллерийского полка 3-й гвардейской лёгкой артиллерийской бригады 1-й гвардейской артиллерийской дивизии 60-й армии Центрального фронта. Отличился во время битвы за Днепр. 2 октября 1943 года Мокрый первым в своём подразделении переправился через Днепр в районе села Медвин Чернобыльского района Киевской области Украинской ССР и провёл разведку немецкой обороны, после чего корректировал огонь своей батареи, что привело к уничтожению 3 миномётных и 1 артиллерийская батареи, 12 пулемётных точек, 3 наблюдательных пункта противника.
Указом Президиума Верховного Совета СССР от 17 октября 1943 года за «образцовое выполнение боевых заданий командования на фронте борьбы с немецкими захватчиками и проявленные при этом мужество и героизм» гвардии ефрейтор Николай Мокрый был удостоен высокого звания Героя Советского Союза с вручением ордена Ленина и медали «Золотая Звезда» за номером 2068.
6 апреля 1944 года Мокрый погиб в бою. Похоронен в селе Золотники Теребовлянского района Тернопольской области Украины.
Был также награждён рядом медалей. Навечно зачислен в списки личного состава воинской части.